# Transformation der United States Army

Graphische Zusammenfassung der Transformation

Die Transformation der United States Army bezeichnet die strategische Neuorientierung des Heeres der USA. Dabei soll die Streitkraft anstatt den Anforderungen des Kalten Krieges denen des 21. Jahrhunderts entgegentreten können. Die praktische Umsetzung dieses Prozesses setzte zum Jahr 1997 ein. Die Transformation gilt als bedeutendste Strukturmaßnahme seit 1947 und soll nach ihrer Vollendung im Jahre 2007 mindestens bis 2050 greifen, wobei die Beschaffung von Ausrüstung über das Jahr 2007 hinausgeht. Auch wenn dieser Vorgang nicht die einzige Transformation in der Geschichte ist, wird sie mit einem solchen Aufwand und so hohen Erwartungen betrieben, dass der Begriff in diesem Fall einer Eigenbezeichnung nahekommt.

## Historische Entwicklung
1989/90 endete der Kalte Krieg; 1991 lösten sich die Sowjetunion und der Warschauer Pakt auf. Während der 1990er erfuhr die US Army angesichts des Wegfalls des Hauptgegners, der ehemaligen Sowjetunion, drastische Kürzungen im Militärhaushalt (siehe auch Friedensdividende).
Zur Zeit des 11. September 2001 hatte sich die Strategie des Verteidigungsministeriums der Vereinigten Staaten von einfachen Kürzungen, Verschlankungen und Verkleinerungen hin zur sogenannten „Transformation“ gewandelt. Diese Doktrin fokussiert das Heer auf schnellen, effizienten Kampf, der eine Verlegung massiver Einheiten, wie z. B. noch im Zweiten Golfkrieg, überflüssig macht.
Die Notwendigkeit einer neuen Art der Kriegführung sah das Verteidigungsministerium durch die prognostizierte sicherheitspolitische Situation des 21. Jahrhunderts gegeben. Dabei seien vier Formen der kriegerischen Herausforderung abzudecken:
- traditionelle, d. h. zwischenstaatliche,
- unbekannte bzw. unregelmäßige,
- post-katastrophale sowie
- störende.

Insgesamt sei eine Beruhigung der weltweiten Sicherheitslage nicht abzusehen.
Das daraus gefolgerte strategische Ziel wurde in der bezeichnenden Doktrin Relevant and Ready … Today and Tomorrow festgehalten: jederzeit so früh wie möglich eine ausreichend große militärische Macht aufbieten und so die Mission (siehe auch den gleichnamigen Abschnitt) der Army erfüllen zu können.
Die vier Grundpfeiler der aktuellen Transformation werden in den folgenden Faktoren gesehen:
1. Einsatzbereite Kampfkraft am Boden zur Unterstützung der Combatant Commanders
2. gut ausgebildete und ausgerüstete Soldaten – „um als Krieger unter anpassungsfähigen Vorgesetzten zu dienen“
3. Lebensstandard und Wohlergehen für alle Angehörigen der Army
4. eine Infrastruktur, die eine angemessene strategische Projektion bietet

Als Risikofaktoren für die Transformation werden ein allzu anpassungsfähiger Gegner, Unterfinanzierung, zu hohe Operationsgeschwindigkeiten sowie andere übermäßige Belastungen der Army insgesamt gesehen.
Die strategische Ausarbeitung der Transformation geschah bereits unter den Verteidigungsministern William Perry (1994–1997) und William Cohen (1997–2001; beide im Kabinett Clinton). Ihrem Nachfolger Donald Rumsfeld (2001–2006) hingegen wird die kompromisslose Umsetzung ihrer Ansätze zugeschrieben, die sich die Heeresleitung erst nach und nach zu eigen machte.
Aus einer klaren Minderheitenposition unter den Offizieren heraus unterstützte der als geistiger Vater der Transformation geltende General Schoomaker Rumsfeld bei der Umsetzung der Strukturmaßnahme, was letztlich zu seiner Berufung zum 35. Chief of Staff of the Army führte.
Um die Übergangszeit der strukturellen Anpassung zu überbrücken, ließ Schoomaker den Alarmstreitkräften 30.000 Soldaten zusätzlich zuteilen (10.000 Soldaten kosten 1,4 Milliarden US-Dollar zusätzlich).

Um 2005 bestanden etwa 60 % des Heeresbudgets aus Personalkosten. Die US Army muss für die Transformation Mittel einsetzen, die für andere Ausgaben vorgesehen waren.
Die 4th Infantry Division schloss die Reorganisation am 16. Dezember 2004 als erste ab.

## Konzept

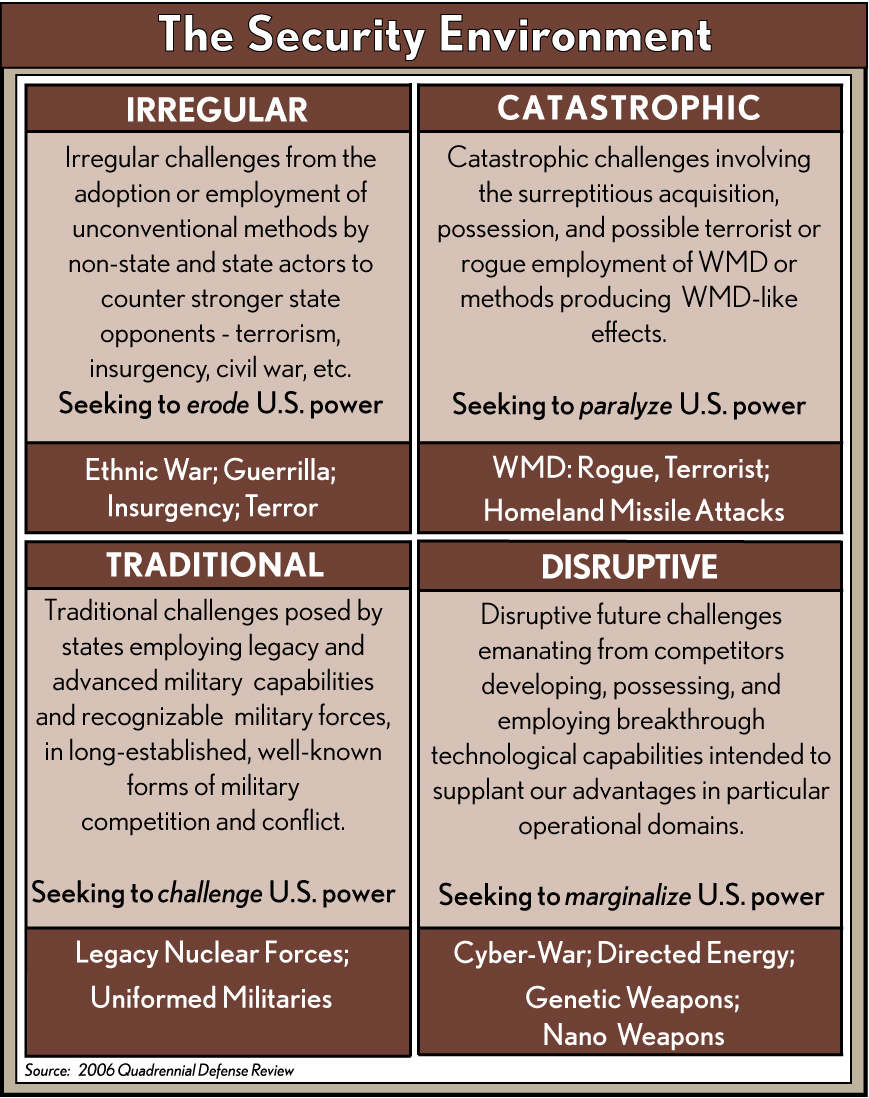
Vierteilung der potenziellen Bedrohungen

Die Notwendigkeit einer neuen Art der Kriegführung sah das US-Verteidigungsministerium durch die prognostizierte sicherheitspolitische Situation des 21. Jahrhunderts gegeben. Dabei sind seiner Ansicht nach vier Formen der kriegerischen Herausforderung abzudecken:
1. Staatliche Streitkräfte und anerkannte militärische Gruppen, ob überaltert oder modern, fordern die Schlagkraft der USA in traditionellen Auseinandersetzungen heraus (Krieg, verbliebene Kernwaffen),
2. Staatliche und nichtstaatliche Akteure können ebenso irreguläre Methoden der Kriegführung, beispielsweise Aufruhr, Terrorismus, Bürgerkrieg, ethnische Säuberungen und ähnliche, um die Schlagkraft der Vereinigten Staaten zu untergraben
3. Katastrophenähnliche Bedrohungen können von möglicherweise abtrünnigen terroristischen Splittergruppen ausgehen, die versuchen, Massenvernichtungswaffen oder taktische oder strategische Raketensprengköpfe einzusetzen, die sie möglicherweise erbeutet haben, um damit die Stärke der USA zu paralysieren
4. Akteure, die bestimmte Techniken wie den Cyberwar, Directed Energy, Genwaffen oder Nanowaffen einsetzen, um an die technische Überlegenheit der Army anzuschließen, könnten versuchen, den Vorsprung der USA zu marginalisieren

Dabei stellte das Verteidigungsministerium fest, dass insgesamt eine Beruhigung der weltweiten Sicherheitslage nicht zu erwarten sei.
Das daraus gefolgerte strategische Ziel wurde in der als Relevant and Ready…Today and Tomorrow (zu dt.: „Schlagkräftig und einsatzbereit – heute und in Zukunft“) bezeichnenden Doktrin festgehalten: jederzeit so früh wie möglich eine ausreichend große militärische Macht aufbieten und so die Mission (siehe auch den gleichnamigen Abschnitt) der US Army erfüllen zu können.

### Modularer Brigadeaufbau
Als Ansatzpunkt der Transformation gilt die stärkere Akzentuierung kleinerer Einheiten. Als Dreh- und Angelpunkt der Organisation der US Army soll die Brigadeebene (2.000–5.000 Mann) dienen, im Gegensatz zur derzeitigen Betonung der Division (10.000–20.000 Mann). Damit wird gleichzeitig die Doktrin des Major Theater War abgelöst, welche die US Army befähigen soll, zwei große regionale Kriege gleichzeitig zu bestreiten. Vielmehr sollen modulare, d. h. vor allem untereinander austauschbare Brigadeelemente militärische Expeditionen weltweit unternehmen können. Die Soldaten müssen in der Lage sein, unter Umständen auch in zwei möglicherweise vollkommen unterschiedliche Einsatzgebiete hintereinander verlegt zu werden. Des Weiteren versetzt diese neue Struktur die Brigade (Unit of Action) in die Lage, wesentlich selbständiger Operationen im Einsatzgebiet durchzuführen, ohne dabei von übergeordneten Kommandostrukturen wie der Division übermäßig abhängig zu sein.
Bei Schoomakers Amtsantritt konzentrierten sich bei den aus 15.000 Mann bestehenden Divisionen alle Einheiten um die zentralen gepanzerten Divisionen. Bei der Verlagerung der maximalen Kampfkraft auf die Brigaden werden diese verkleinert, sodass aus 33 Brigaden bei den aktiven Einheiten im Jahr 2003 bis zum voraussichtlichen Ende der Transformation 2007 42–43 Kampfbrigaden zu je 3.000–4.000 Mann werden. Diese werden von 75 ebenfalls modular aufgebauten Unterstützungseinheiten ergänzt, sodass ungefähr 120 Brigaden entstehen.
Die Nationalgarde wird aus 28 Kampf- und 78 Unterstützungsbrigaden bestehen, die United States Army Reserve aus 58 Unterstützungsbrigaden.

### Aufbau der Kampfbrigaden
Die für den Kampfeinsatz ausgestatteten Brigademodule werden in sich geschlossene, verbundene Truppenorganisationen sein, die aus Feuerunterstützungsformationen (z. B. Artillerie), Kampfunterstützungseinheiten (Aufklärungseinheiten, Fernmeldetruppe, Militärpolizei) und Logistikeinheiten (Sanitäter, Transport, Instandsetzung) bestehen. Alle Kampfbrigaden werden von den aktiven Einheiten bis zur Reserve standardisiert, was bisher nicht der Fall war.
Vor der Transformation waren Unterstützungseinheiten nur den Divisionen zugeordnet und wurden kämpfenden Brigaden nur bei Bedarf für einen gewissen Zeitraum zugeteilt. Die Neustrukturierung beschleunigt das Zusammenwirken und verringert bürokratische Hürden.
Aufklärung spielt eine entscheidende Rolle in der Transformation. In der Planung war die Akquirierung des Zieles immer wieder als Schwachpunkt in der Kette der Ereignisse bis zur Zerstörung des Ziels bemängelt worden. Daher wurde die Anzahl von Aufklärern in einer Brigade erhöht. Dies wurde durch eine Reduzierung der Artillerietruppen bewirkt, was durch die zunehmende Kombination der Streitkräfte ermöglicht wurde.
Es wird drei Arten von kämpfenden Brigaden geben: Infanterie (inklusive Luftlandetruppen), gepanzerte und Stryker-Brigaden. Auch die Organisation der Einheit wird sich verändern, wobei das momentane Kavallerie-Regiment in mehrfacher Hinsicht als Vorbild dient.

#### Panzerbrigaden

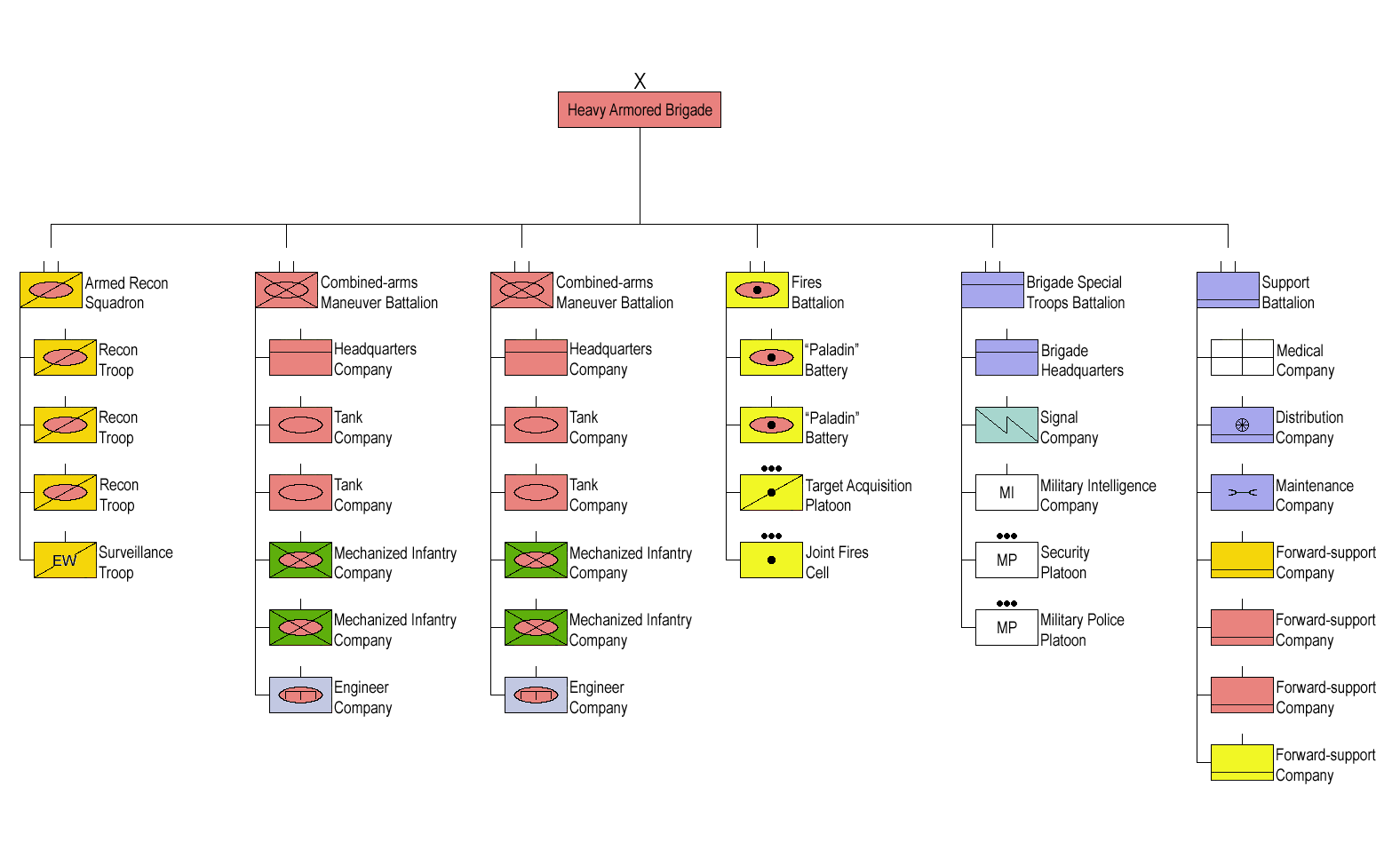
Schwere Panzerbrigaden

Die so genannten Heavy Brigade Combat Teams (HBCT), seit 2012 als Armored Brigade Combat Teams (ABCT) bezeichnet, bestehen nach der Planung aus ungefähr 3.700 Soldaten. Da der Aufbau, wie erwähnt, stärker auf bestehende als auf zusammengesetzte Einheiten setzt, werden dem Ersten Offizier (executive officer) ein Stellvertreter und ein erweiterter Stab assistieren, um den steigenden Anforderungen hinsichtlich Zivilangelegenheiten, Spezialmissionen, psychologischer Kriegführung, Flugabwehr und -transport zu genügen.
Im Einzelnen sollten die Brigaden am Ende der Transformation aus folgenden Einheiten bestehen:
- Stabsbataillon:
  - Brigadestab
  - Fernmeldekompanie
  - Feldnachrichtenkompanie (Military Intelligence)
  - Militärpolizeizug
  - Stabssicherungszug
- gepanzerte Aufklärungsschwadron aus:
  - 3 gepanzerte Aufklärungskompanien mit je 10 M3-Bradley-Aufklärungspanzern
  - 1 Spähkompanie mit HMMWVs und Sensoren
- 2 mechanisierte Kampfbataillone zum Gefecht der verbundenen Waffen zu je:
  - Stabskompanie
    - Aufklärungs- und Erkundungszug
    - Mörserzug
    - Scharfschützenzug

  - 2 Panzerkompanien mit je 13 M1-Abrams-Kampfpanzern
  - 2 mechanisierte Infanteriekompanien mit je 13 M2 Bradley-Schützenpanzern
  - Pionierkompanie
- Artilleriebataillon aus:
  - 2 schießenden Batterien mit je 8 Paladin-Panzerhaubitzen
  - Feuerleitzug
  - Feuerunterstützungszug
- Logistikbataillon:
  - Sanitätskompanie
  - Nachschubkompanie
  - Instandsetzungskompanie
  - 4 Versorgungskompanien für die vier Kampfbataillone

#### Infanteriebrigaden

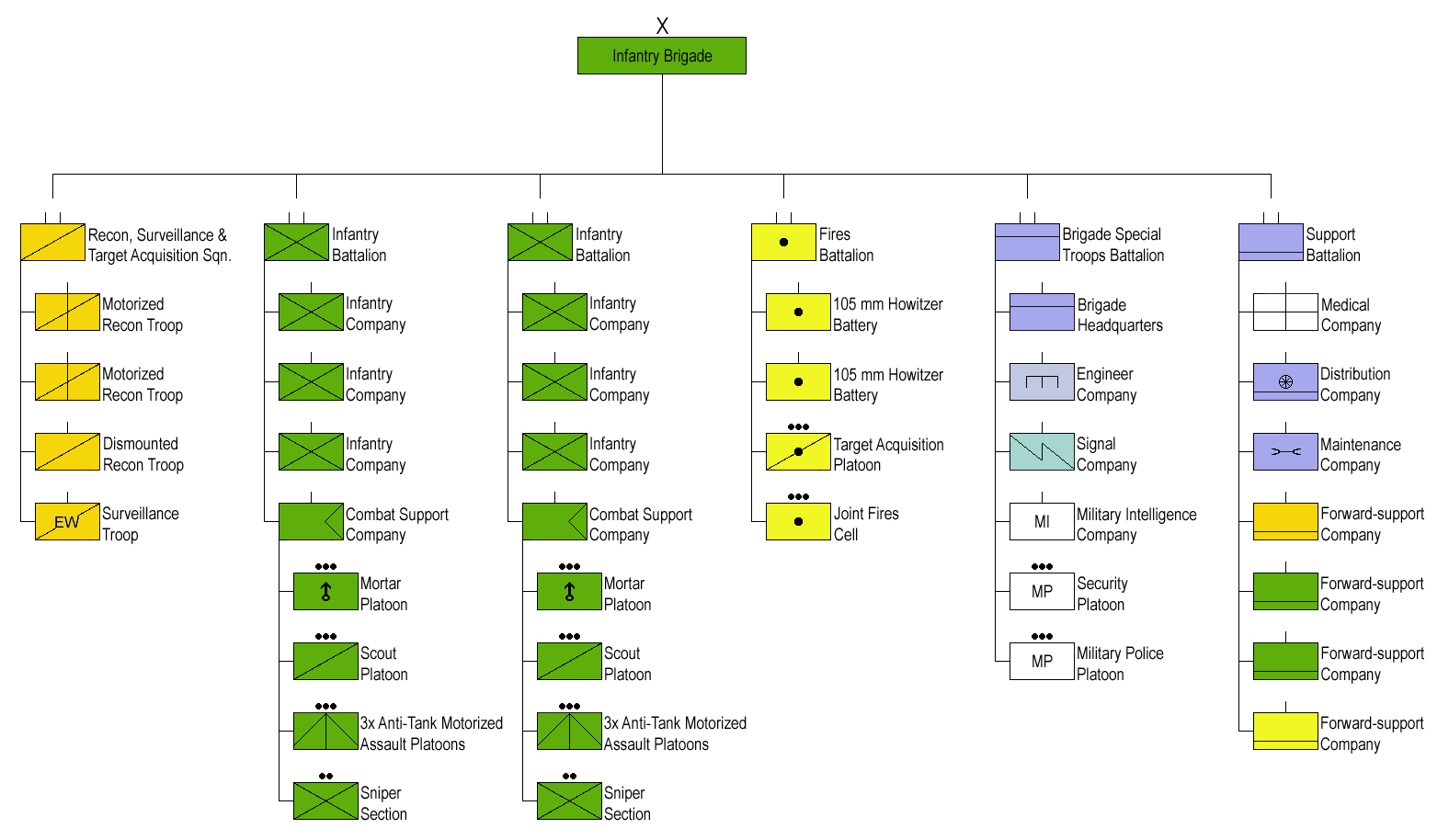
Infanteriebrigaden

Die Infantry Brigade Combat Teams werden 3.300 Mann umfassen und folgendermaßen zusammengesetzt sein:
- Stabsbataillon:
  - Brigadestab
  - Pionierkompanie
  - Fernmeldekompanie
  - Nachrichtenkompanie (Military Intelligence)
  - Militärpolizeizug
  - Sicherungszug des Stabes
- Aufklärungsschwadron (RSTA: Reconnaissance, Surveillance and Target Acquisition; übersetzt in etwa: „Aufklärung, Überwachung und Zielerkennung“[2]):
  - 2 × motorisierte Aufklärungskompanien
  - Spähkompanie
  - Unterstützungskompanie mit Sensoren
- 2 × Infanteriebataillone:
  - 3 × Infanteriekompanien
  - Kampfunterstützungskompanie
    - Mörserzug
    - Aufklärungszug
    - Scharfschützen
    - 3 × motorisierte Panzerabwehrzüge
- Artilleriebataillon:
  - 2 × schießende Batterie mit jeweils acht 105-mm-Geschützen
  - Feuerleitzug
  - Feuerunterstützungszug
- Logistikbataillon:
  - Sanitätskompanie
  - Nachschubkompanie
  - Instandsetzungskompanie
  - 4 × Unterstützungskompanien zur Versorgung der vier Gefechtsbataillone

#### Stryker Brigade Combat Teams

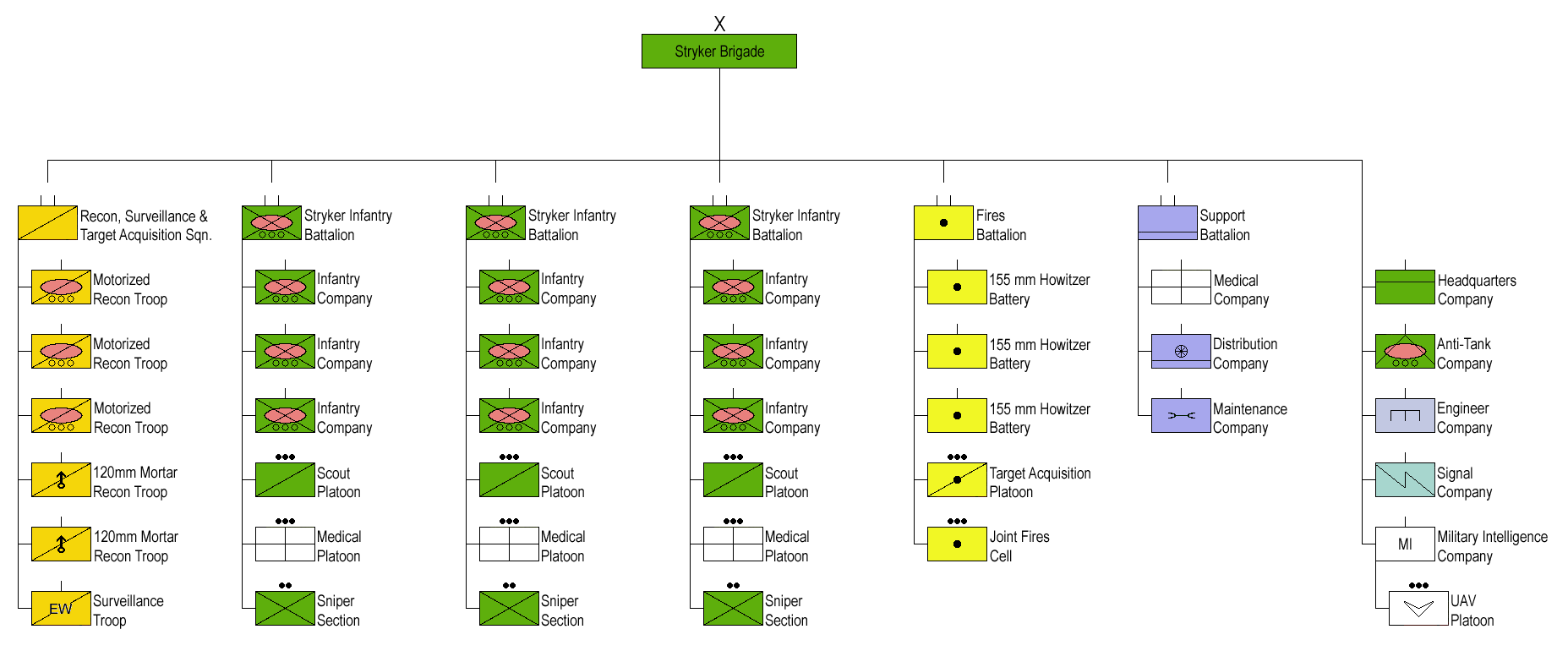
Stryker-Brigaden

Knapp 3.900 Soldaten werden ein Stryker Brigade Combat Team ausmachen, sodass sie das größte der drei Brigadekonzepte sein wird. Die Stryker-Brigaden wurden bereits vor dem Amtsantritt Schoomakers konzipiert und bestehen daher aus drei anstatt zwei kämpfenden Bataillonen inklusive einer Aufklärungseskadron. Sie bestehen daher aus:
- Stabskompanie
- Panzerabwehrkompanie (drei Züge)
- Pionierkompanie
- Fernmeldekompanie
- Nachrichtenkompanie mit einem Drohnenaufklärungszug (Military Intelligence)
- Aufklärungsschwadron:
  - 3 × Aufklärungskompanien mit je 14 × Stryker RV und 2 × Stryker MC (120-mm-Mörser)
  - 2 × 120-mm-Mörser-Kompanien
  - Aufklärungskompanie:
    - Drohnenauklärungszug
    - ABC-Aufklärungszug
- 3 × Stryker-Infanteriebataillone:
  - 3 × Infanteriekompanien mit je 12 × Stryker ICV, 3 × Stryker MGS und 2 × Stryker MC (120-mm-Mörser)
  - Aufklärungszug
  - Sanitätszug
  - Scharfschützen
- Artilleriebataillon:
  - 3 × schießende Batterie mit je 6 × 155-mm-Haubitzen
  - Feuerunterstützungszug
  - Feuerleitzug
  - Feuerunterstützungszug
- Logistikbataillon:
  - Sanitätskompanie
  - Nachschubkompanie
  - Instandsetzungskompanie

### Modulare Unterstützungsbrigaden
Ähnlich den Brigade Combat Teams werden auch die Support Modular Brigades, die Unterstützungsbrigaden, modular aufgebaut sein. Dabei soll es fünf Typen geben.
1. Die Heeresfliegerbrigaden (Aviation brigades) sind eine multifunktionale Mischung aus Angriffs- (Apache), Aufklärungs-, Allzweck- (Black Hawk) und Lastenhubschraubern (Chinook) sowie der Fähigkeit zur sanitätsdienstlichen Evakuierung. Heeresfliegerbrigaden unterscheiden sich in ihrer Struktur von den CBTs. Sie werden aufgrund von Budgetbeschränkungen auf der Divisionsebene verbleiben. Schwere Heeresfliegerbrigaden verfügen über 48 Apache-, 38 Blackhawk-, 12 Chinook- sowie 12 MedEvac-Helikopter. Diese werden in zwei Angriffs-, ein Luftangriffs- und ein Versorgungsbataillon unterteilt. Letzteres stellt die logistische Unterstützung sicher. Die Ausrüstung der Brigaden stammt von den größeren heutigen Brigaden, die heute den Korps unterstellt sind.
  1. Die leichten Heeresfliegerbrigaden der Divisionen werden mit 60 bewaffneten Aufklärungshubschraubern, aber keinen Apache, ausgestattet.
  2. Den verbleibenden Divisionen werden Heeresfliegerbrigaden mit 30 bewaffneten Aufklärungshubschraubern sowie 24 Apache unterstellt. Ansonsten gleichen sich die Strukturen der Heeresfliegerbrigaden.
2. Artilleriebrigaden werden nicht nur Großgeschütze wie Haubitzen, Paladin oder MLRS umfassen, sondern enthalten auch die Ausbildung und Ausstattung für selbstständig Aufklärungsmissionen und Waffen für die nichttödliche Ausschaltung von Zielen.
3. Versorgungsbrigaden leisten ab der Ebene ihrer Waffengattungen logistische Unterstützung.
4. Die Überwachung des Gefechtsfeldes werden die Battlefield Surveillance Brigades als Gefechtsaufklärungsbrigaden gewährleisten. Ihre Ausrüstung umfasst unbemannte Aufklärer und (Fern-)späher, die für langfristige Beobachtungsmissionen ausgebildet sind.
5. Maneuver Enhancement Brigades sind Unterstützungseinheiten, die das Tempo der Operationen aufrechterhalten und, wenn nötig, beschleunigen. Hierin werden auch Einheiten wie der Stabsdienst, ABC-Abwehreinheiten, Militärpolizei und Einheiten für zivile Angelegenheiten enthalten sein. Sie werden nach Prinzip der verbundenen Waffen zusammengesetzt, sodass sie unter Umständen auch mit anderen Streitkräften zusammenarbeiten können, ob national oder international.

### Hauptquartiere

#### Auftrag und Zuständigkeit
Die bisherigen Divisionsstäbe werden das Kommando über diese Divisionen übernehmen (command-and control). Administrativ bleiben die Divisionen weitestgehend bestehen, allerdings sind sie keine festgefügten Einheiten mehr, sondern Verwaltungen für alle möglichen beigeordneten Brigaden, insgesamt maximal vier Brigade Combat Teams und mindestens zwei Unterstützungsbrigaden. Die Zusammensetzung richtet sich nach der Mission der Einheiten. So ist es möglich, dass dem Hauptquartier der 3. Infanteriedivision für eine Mission zwei Infanterie- und zwei Panzerbrigaden koordiniert, während es bei der nächsten zwei Stryker- und zwei Luftbrigaden zugewiesen bekommt. Dasselbe gilt bei den Unterstützungseinheiten. Hierbei ist das Ziel eine Vereinheitlichung der Logistikleistung und so letztlich eine größere Effizienz.
Auch die Hauptquartiere selbst sind modular angelegt. Ihnen können verschiedene Behörden zugewiesen werden. Die Bezeichnung für diese Art von Hauptquartier lautet UEx (Unit of Employment, X). Nach der Neuordnung sollen Hauptquartiere dazu in der Lage sein, im Verbund mit anderen „Divisionen“ zu agieren, nicht nur taktische, sondern auch strategische Entscheidungen treffen zu können, eventuell noch größere Einheiten zu kommandieren. Während ein Hauptquartier nicht im Einsatz ist, muss es die Ausbildung und Kampfbereitschaft einiger Brigaden gewährleisten.

#### Struktur
Die restrukturierten Hauptquartiere bestehen aus über 1.000 Soldaten, davon ungefähr 200 Offiziere. Sie teilen sich folgendermaßen auf:
1. ein Kommandostab, der Missionen plant und anordnet.
2. eine mobile Kommandogruppe für den Fall, dass sich die Brigaden in Bewegung befinden.
3. zwei taktische Kommandoposten, um die Befehlsübermittlung des Stabes zu den Brigaden zu begleiten.
4. Verbindungsoffiziere für Öffentlichkeitsarbeit und zivile Angelegenheiten.
5. eine Sondereinheit mit einer Sicherheits- und einer Nachrichtenkompanie.

Divisionen werden weiterhin von Zwei-Sterne-Generälen kommandiert, außer im Falle der Massierung von Einheiten oder diplomatischen Vereinbarungen. Des Weiteren werden regionale Kommandeure (z. B. der 3., 7. und 8. US-Armee) ihre Funktionen auch in Zukunft beibehalten, jedoch weniger Führungsaufgaben innehaben und stärker für die Koordination der Großverbände zuständig sein.

### Weiterbildung und Einsatzbereitschaft
Im Gegensatz zur momentanen Fortbildung der Soldaten sollen sogenannte Combat Training Centers (CTCs) für eine ganzheitliche Ausbildung der Soldaten sorgen. Sie befinden sich an allen Stützpunkten und sollen den Soldaten vor allem die Feinheiten seiner aktuellen Umgebung sowie deren Zusammenhang mit dem Auftrag näherbringen (zum Beispiel Häuserkampf in feindlich gesinnten urbanen Gebieten, unübersichtlicher Dschungel). Noch vor dem Irak-Krieg hatten alle Infanteristen einen Intensivkurs im Häuserkampf durchlaufen müssen, da sie nach Einschätzung der Kommandeure unzureichend vorbereitet gewesen waren. Dies soll nun entfallen, da Schoomaker erkannt hat, dass sich langfristiges Training stärker auswirkt und so auch logistische und organisatorische Engpässe vermieden werden können.
Aus den Umstrukturierungen hinsichtlich des Aufgabentyps ergibt sich automatisch, dass Einheiten in Zukunft nach ihren Bedürfnissen und nicht wie zur Zeit der Divisionsfokussierung a priori budgetiert werden, was sich vor allem von ihren geplanten Einsätzen im Laufe des Haushaltsjahres abhängt (Kampfeinsätze gegenüber Versorgung und Unterstützungseinsätzen). Auf Grundlage regelmäßiger Berichte anstatt Momentaufnahmen werden die Einheiten, gemessen an ihrem Aufgabentyp, bewertet, wobei die Einschätzung des Kommandeurs ein stärkeres Gewicht als zuvor bekommen soll.

### Entsendungsmodus
Die Dienstroutine, die Schoomaker mit der Transformation anstrebt, ist eine ständig entsendete Bodenstreitkraft, sodass diese auch logistisch dem „langen Kampf gegen den Terror“ gerecht wird und auch sonst das weitläufige Einsatzspektrum von Friedensmissionen bis zu Kriegen gegen staatliche Streitkräfte bewältigen kann.
Unter idealen Voraussetzungen werden Einheiten der Army erst nach Jahren in der Heimat (wieder) in den Einsatz geschickt. Aktive Einheiten werden alle drei Jahre auf Tournee geschickt. Einheiten der Armeereserve sollen alle fünf, Nationalgardisten alle sechs Jahre entsendet werden. Insgesamt werden 71 Kampfbrigaden rotieren, davon sind 42 aus den aktiven Einheiten. Dieser Teil der Transformation nennt sich Army Forces Generation, kurz ARFORGEN.
In diesem Rahmen werden daher 15 aktive Kampfbrigaden jährlich zur Verfügung stehen, entsendet zu werden, weitere vier oder fünf aus der gesamten Reserve. Dieses Rotationsprinzip soll die Moral der Truppe stabilisieren. Dennoch gibt es einen kurzfristigen Notfallplan, demzufolge an die 20 Brigaden zusätzlich zu den 19 bereits verschickten in einen Großeinsatz geschickt werden können.
General Dan McNeil vom Army Forces Command beschreibt ARFORGEN als Modell, bei dem Einheiten einem Reservoir zugewiesen werden, nachdem sie ab 2006 eine Tournee beendet haben. Nachdem dieses Reservoir genügend Einheiten enthält, wird bei hergestellter Einsatzbereitschaft zu einem Stichtag (Reset day, R-Day), den das FORSCOM vorgibt und das Armeeressort des Verteidigungsministeriums der Vereinigten Staaten absegnet, der neue Modus eingeläutet. An diesem Tag wechseln außerdem die Kommandeure der Brigaden, denen auch neue Kompetenzen übertragen werden. Daraufhin wird den Einheiten ihr Status zugewiesen:
- Deployment Expeditionary Forces, Brigade Combat Team (DEF-BCT, zu Deutsch ungefähr: „Verschickte Expeditionsstreitkraft“), die für ihren bevorstehenden Einsatz trainiert haben und verschickt werden.
- Ready Expeditionary Forces, Brigade Combat Team (REF-BCT, dt.: „Einsatzbereite Expeditionsstreitkraft“), die die Alarmreserve bilden, bevor sie ansonsten zu DEF-BCT werden.
- Contingency Expeditionary Forces, Brigade Combat Team (CEF-BCT, „Notfall-Expeditionsstreitkraft“), worunter auch gerade erst heimgekehrte Einheiten fallen könnten, wenn eine entsprechend gravierende Krise eintritt.

Vor allem auf Einschätzung des Kommandeurs der Einheit hin werden ihre Einheiten dann in das Reservoir einsatzbereiter Einheiten verschoben, von dem aus sie dann für den Einsatz vorgesehen sind, und in dem sie ihr Training dann auf den bevorstehenden Einsatz fokussieren. Ein Jahr vor ihrem Einsatz wird die Einheit dann in das Reservoir verfügbarer Einheiten versetzt, wo ihr Einsatzniveau genau überprüft wird, vor allem, was die Bereiche der Kernaufgaben und Aufgaben in einer bestimmten Umgebung angeht. Diese Phase ist die einzige, die auf einen konkreten Zeitraum, nämlich von einem Jahr, begrenzt ist. Dabei ist es durchaus auch möglich, dass Einheiten in dieses Reservoir ohne spezielle Aufgabe gelangen und innerhalb von 30 Tagen nach ihrer Benachrichtigung in den Einsatz geschickt werden.
Das Ziel dieser Maßnahmen ist, nennenswerte Streitkraftkapazitäten, welche die Bedürfnisse bestimmter Regional- oder Funktionskommandos erfüllen, bereits 12 bis 18 Monate im Voraus aufbauen und die Einheiten so früh wie möglich auf ihre geplante nächste Mission vorzubereiten.
Was die Aufstockung und Wiederaufstellung der Einheiten angeht, versucht man, bisher extrem unbeliebte Notmaßnahmen, die einzelne Soldaten für einen bestimmten Zeitraum noch in der Army halten sollten, wie zum Beispiel Stop Loss und Stop Move möglichst zu vermeiden, auch wenn sie im Inventar der Maßnahmen verbleiben. Zumindest soll ihre derzeitige Anwendungszahl deutlich sinken. Durch das neue Tourneensystem sollen persönlich miteinander verbundene Soldaten länger in ihren Einheiten zusammen verbringen und Familien sich durch eine im Normalfall längere Aufenthaltsdauer am Standort besser integrieren können, wovon sich die Kommandeure letztlich auch eine höhere Moral der Soldaten versprechen.

## Endstadium derTransformation
Am Ende der Transformation wird die Stationierung der Einheiten der US Army folgendermaßen aussehen (Einheiten, welche in Übersee stationiert sind, sind fett gedruckt):

### Aufstellung der Divisionen
| Einheit                     | Aufbau                                                                                            | Standort                        | beigeordnete Einheit                                     |
| --------------------------- | ------------------------------------------------------------------------------------------------- | ------------------------------- | -------------------------------------------------------- |
| 1. US-Infanteriedivision    | Hauptquartier-Modul, zwei gepanzerte Brigaden, zwei Infanteriebrigaden, eine Heeresfliegerbrigade | Fort Riley, Kansas              |                                                          |
| 1. US-Panzerdivision        | Hauptquartier-Modul, vier gepanzerte Brigaden, eine Heeresfliegerbrigade                          | Fort Bliss, Texas               |                                                          |
| 1. US-Kavalleriedivision    | Hauptquartier-Modul, vier gepanzerte Brigaden, eine Heeresfliegerbrigade                          | Fort Hood, Texas                |                                                          |
| 2. US-Infanteriedivision    | Hauptquartier-Modul, eine gepanzerte Brigade, eine Heeresfliegerbrigade                           | Südkorea                        | drei Stryker-Brigaden in Fort Lewis, Washington          |
| 3. US-Infanteriedivision    | Hauptquartier-Modul, drei gepanzerte Brigaden, eine Infanteriebrigade, eine Heeresfliegerbrigade  | Fort Stewart / Benning, Georgia |                                                          |
| 4. US-Infanteriedivision    | Hauptquartier-Modul, drei gepanzerte Brigaden, eine Infanteriebrigade                             | Fort Carson, Colorado           |                                                          |
| 10. US-Gebirgsjägerdivision | Hauptquartier-Modul, drei Infanteriebrigaden, eine Heeresfliegerbrigade                           | Fort Drum, New York             | eine vierte Infanteriebrigade in Fort Polk, Louisiana    |
| 25. US-Infanteriedivision   | Hauptquartier-Modul, eine Stryker-Brigade, eine Infanteriebrigade sowie eine Heeresfliegerbrigade | Schofield Barracks, Hawaii      | eine Stryker-Brigade und eine Luftsturmbrigade in Alaska |
| 82. US-Luftlandedivision    | Hauptquartier-Modul, vier Fallschirmjägerbrigaden, eine Heeresfliegerbrigade                      | Fort Bragg, North Carolina      |                                                          |
| 101. US-Luftlandedivision   | Hauptquartier-Modul, vier Luftsturmbrigaden, zwei Heeresfliegerbrigaden                           | Fort Campbell, Kentucky         |                                                          |

### Verbleibende Brigaden und Regimenter
| Name des Regiments                 | Ort der Stationierung   | Anmerkungen                                                                                      |
| ---------------------------------- | ----------------------- | ------------------------------------------------------------------------------------------------ |
| 2. Kavallerieregiment              | Deutschland             | Stryker-Brigade                                                                                  |
| 3. gepanzertes Kavallerieregiment  | Fort Hood, Texas        |                                                                                                  |
| 11. gepanzertes Kavallerieregiment | Fort Irwin, Kalifornien | Dient vor allem als Ausbildungseinheit, als solche aber fast als einzige verlege- und kampffähig |
| 172. Infanteriebrigade             | Grafenwöhr, Deutschland | 2013 aufgelöst                                                                                   |
| 173. Luftlandebrigade              | Vicenza, Italien        |                                                                                                  |

Insgesamt bleiben die heute insgesamt 10 Divisions-HQ bestehen. Ihre interne Organisation wird ebenfalls gestrafft. Als positiver Nebeneffekt der Transformation wird der damit einhergehende Bürokratieabbau gesehen.

### Typenzählung
Das 11. Armored cavalry Regiment, dem der Ausbilderstatus zukommt und das 3. gepanzertes Kavallerieregiment, das nicht als Brigade Combat Team organisiert ist, ausgenommen, wird die Army über 48 Kampfbrigaden verfügen (inklusive der Grow the Army Brigaden):
- 19 Schwere Brigaden (HBCT) (Panzer-/mechanisierte Brigaden: Ausrüstung: gesamt 1.108 M1 Abrams; 1.108 M2 Bradley; 570 M3 Scout; 304 155-mm-Haubitzen Paladin)
- 13 Infanteriebrigaden (IBCT)
- 6 Stryker-Brigaden (SBCT)
- 6 Fallschirmjägerbrigaden (Airborne)
- 4 Luftsturmbrigaden (Air Assault)

### Unterstützungsbrigaden des aktiven Dienstes
| Brigadetyp              | Anzahl der Brigaden gleichen Typs in der | Anzahl der Brigaden gleichen Typs in der | Anzahl der Brigaden gleichen Typs in der |
| ----------------------- | ---------------------------------------- | ---------------------------------------- | ---------------------------------------- |
|                         | US Army                                  | Nationalgarde                            | Army Reserve                             |
| Luftunterstützung       | 11                                       | 8                                        | 0                                        |
| Pioniere                | 5                                        | 4                                        | 3                                        |
| Gefechtsfeldüberwachung | 4                                        | 6                                        | 0                                        |
| Kampfunterstützung      | 4                                        | 16                                       | 3                                        |
| Artillerie              | 6                                        | 7                                        | 0                                        |
| Versorgung              | 16                                       | 11                                       | 8                                        |

Das in Deutschland stationierte V. Korps wird aufgelöst, sodass die im Gegenzug aber verstärkten I. Korps (welches nach Japan verlegt wird) das III. Korps, und das XVIII. Airborne Corps verbleiben.

## Ausrüstung
Mit der Transformation geht auch eine neue Beschaffungspolitik der US Army einher. Ausgeschriebene Ausrüstung kommt zum Teil nur im vollständig neuorganisierten Heer zum Tragen.
Mit der Rückendeckung von Rumsfeld und US-Präsident George W. Bush gegenüber der Rüstungsindustrie läutete Schoomaker den Kurswechsel in der Beschaffungspolitik ein, indem er am 23. Februar 2004 überraschend das Programm zur Entwicklung des Comanche aufkündigte. Trotz aller Probleme, die während der Entwicklung des Hubschraubers aufgetreten waren, war ihre völlige Einstellung überraschend und provozierte bei den Vertragspartnern heftige Reaktionen.
Schoomaker sah den Hubschrauber in seiner Verwendung als nicht mehr zeitgemäß an und ließ das verbliebene Budget zur Beschaffung des Comanche nach dem Abzug der Schadensersatzvereinbarung für unbemannte Aufklärungsdrohnen, Kampfwertsteigerungen des Apache zu Block III sowie Aufwertungen des Black Hawk und des Chinook veranschlagen.
Des Weiteren veränderte Schoomaker die Beschaffung des Future Combat System, indem er verfügte, dass den Soldaten die Einzelkomponenten so schnell wie möglich zugänglich gemacht würden. Insgesamt dehnt das die Vollendung der Beschaffung aus, gleicht aber die Ausrüstung aller Soldaten an. Ungerechtigkeiten hinsichtlich moderner Ausrüstung haben bereits mehrfach in der Militärgeschichte der USA Unmut bei den Soldaten verursacht, vor allem dann, wenn Soldaten aus bestimmten Einheiten der Meinung waren, dass durch die bessere Ausrüstung, die bei noch nicht kämpfenden Einheiten bereits vorhanden war, das Leben mehrerer Soldaten aus ihrer Einheit hätte gerettet werden können. Darüber hinaus war Schoomaker der Meinung, dass das Heer nicht bis zur vollständigen Fertigung des gesamten FCS warten könne. Dennoch werden nicht alle Einheiten gleichzeitig ihre FCS vervollständigen können.
Kritiker dieses Schrittes halten dies für einen Vertrauensbeweis gegenüber der Industrie, die wegen der hohen Kosten um das Programm fürchtet, und vermuten, dass Schoomaker so Zeit gewinnen will, um zunächst die Strukturmaßnahmen zu Ende zu bringen.
Schoomaker hat prognostiziert, dass die wesentlichen Ausrüstungsbestandteile der Army wie zum Beispiel der Abrams und der Bradley noch bis 2030 ihren Dienst verrichten werden. Bis dahin wird aufgrund der Streckung der Beschaffung nur ein bestimmter Teil der neuen Brigaden voll mit dem FCS ausgerüstet sein. „Wir planen, ungefähr 15 Brigaden von 48 voll mit dem FCS auszurüsten“. Im Schnitt beschafft die Army FCS-Ausrüstung für 1,5 Brigaden pro Jahr, ab 2014. Die Beschaffungs- und Wartungskosten des FCS gehen über 125 Millionen US-Dollar hinaus. Das FCS-Programm wurde am 23. Juni 2009 von Verteidigungsminister Robert Gates gestrichen. Der Nachfolger ist das Brigade-Combat-Team-Modernization-Programm.

## Dokumente
- Peter J. Schoomaker, R. L. Brownlee: 2004 Army Transformation Roadmap (ATR). (PDF; 4,7 MB), Washington, D. C.: Department of the Army 2004.